# ナデプロ!!
『ナデプロ!!』は、「ナデシコプロダクション」と言う架空の声優事務所を舞台に非凡な日常が繰り広げられているコンセプトの下、メディアミックス展開がなされているオリジナル作品である。キャラクターデザインは氷堂涼二。

## ストーリー
都内某所にある「ナデシコプロダクション」（ナデプロ）は、見た目はごく普通の声優事務所である。オーディションに合格し、晴れてそこの所属となった新人声優の人見克也、南雲健太、甲斐由直の3人にとんでもないマネージャー、樋口龍が付くことになる。仕事の取り方は傍若無人で、しかもナデプロの収入をすべて抑え、さらに自分専属の銀行員を従え、その傍若無人ぶりは日々エスカレートする。だがマネージャーとしての腕は一流で、ナデプロ出身の声優が数年以内にみな独立しているという敏腕ぶりのため、ナデプロを含めた声優業界は彼を追放することができないのだ。
そんな業界のルールをすべて無視している樋口に振り回される、3人の新人声優の非凡で波乱万丈な日々を描く。

## 登場人物
キャラクターの名前は演じる声優の名前から一部もじっている。

### ナデシコプロダクション
樋口 龍（ひぐち りゅう）
声優 - 置鮎龍太郎
主人公。27歳。ナデシコプロダクションのマネージャー。ナデプロのマネジメントを全て取り仕切り、その為ならどんな手段も選ばない傍若無人ぶりだが、マネジメントの腕は超が付くほどの一流。給与とは別に「M費」（「萌え費」と「モチベーション費」の頭文字を取ったもの）の待遇が認められている。しかし一月分が200万円を超える為、少なからずナデプロの経営状態と俊幸の頭痛の種となっている。実はエロゲー愛好家。
八十科 悠（やそしな ゆう）
声優 - 泰勇気
26歳。ナデシコプロダクションのデスク。見た目が怪しく、神出鬼没でどこからでも現れる。怪しい新興宗教にハマっているらしく、声優達を相手に日夜布教と関連グッズの販売に励んでいる（ターゲットは主に克也）。年齢は26歳となっているが、事実は不明。龍とは昔馴染みでツーカーの仲である。
人見 克也（ひとみ かつや）
声 - 小西克幸
26歳。ナデシコプロダクション所属声優。以前はスタープロダクションに所属していた。龍と知り合い、オーディションを経てナデプロへ移籍したが、その際龍に酷い目に遭わされたらしく、以来それがトラウマ（精神的外傷）となっている。現在も龍を見ると小鹿のように臆病になってしまうため、会うのを避けている。「幽霊」が大の苦手。
南雲 健太（なぐも けんた）
声 - 野島健児
20歳。ナデシコプロダクション所属声優。元気で快活な熱血青年。ナデプロのメンバーの中では一番の常識人で、ツッコミ担当。龍の傍若無人ぶりに日々ツッコミを入れては、いつもあっさり返り討ちにされている。大好きな子供向けのヒーロー物アニメ作品に出演することが多く、安定した声優生活を送っているものと思われる。
甲斐 由直（かい よしなお）
声優 - 甲斐田ゆき
18歳。ナデシコプロダクション所属声優。自称「永遠の少年ボイス」をキャッチコピーにしている。龍の傍若無人振りを見ても動じることが無いなど腹が据わっており、太い神経の持ち主。しかもたまに吐く声優業界に対するぼやきや愚痴は、かなりの毒があり強烈。本人は無意識だが、アイドル路線で売っている声優が嫌いで、特に後述の一海に関しては殺意さえ感じているようである。キャラ作りをしているこばとに対してもあまり良い感情を持っていない。
石橋 純一郎（いしばし じゅんいちろう
声優 - 諏訪部順一
24歳。ナデシコプロダクションの取引先である「よつば銀行」の銀行員で、頭取の孫。金勘定の速さを龍に見初められ、龍専属の銀行員となった。だが周囲の雰囲気には鈍感で、龍の傍若無人ぶりには全くといって良いほど気づいておらず、龍を現在も純粋に尊敬している。
井上 俊幸（いのうえ としゆき）
声 - 井上和彦
53歳。ナデシコプロダクション代表取締役社長であるが、はっきり言って影が薄い。日々龍が引き起こすトラブルに常に胃を痛めている。だが龍の業績や悠の仕事ぶりに対しては一目置いている。自社ビルを建てたいという夢も持っている。現在は社長を辞め、声優として再活動している。
堀口 研三（ほりぐち けんぞう）
声 - 堀内賢雄
井上に代わってナデシコプロダクション代表取締役社長に就任する。見かけからしてかなり胡散臭い人物である。

### ゲストキャラ
櫻小路 一海（さくらこうじ かずみ）
声優 - 櫻井孝宏
23歳と称しているが、それは営業年齢であり、実年齢は26歳。スタープロダクション所属。人気急上昇中のアイドル声優。当初はvol.2のみのゲストキャラとして登場したが、後にvol.4にて再登場を果たしている。デビュー当時、スタープロダクションに所属していた克也とは「リリック・ユニット」なる「Labyrinth」を結成していた。克也と再会するたびに「成長しない」とからかってくるが、ホントは克也が移籍して寂しいようである。密かに自分の名前がBL臭いことを気にしている。
西園寺 茜（さいおんじ あかね）
声 - 斎賀みつき
健太が出演する『荒野のブルース』の脚本家。vol.3のゲストキャラ。脚本家としての腕は超一流だがプライドが高い為、時には暴走する事も。『荒野のブルース』収録後に龍にからかわれたことに腹を立て、以来龍を目の敵にするが予想外の結末を迎える。vol.5にて再登場。
田辺 ゆみ（たなべ ゆみ）
声 - かかずゆみ
茜に師事する新人脚本家で、vol.3のゲストキャラ。いつも茜にダメ出しをくらって落ち込んでいる。vol.3にゲストキャラとして登場する。vol.5にて再登場。
北里 弘幸（きたざと ひろゆき）
声 - 野島裕史
レインプロデュース所属の声優。vol.3のゲストキャラ。『荒野のブルース』では、健太の共演者として登場する。弘幸演じる野島裕史は健太演じる野島健児とは実の兄弟であり、vol.3では兄弟共演となる。
香山 ゆみえ（かやま ゆみえ）
声 - かかずゆみ
ライト声優事務所所属の声優。vol.3・vol.4のゲストキャラ。vol.3で『荒野のブルース』での健太の共演者として登場した。お姉さま系声優だが、見かけに反し合気道2段を有する。
三宅 佐登志（みやけ さとし）
声 - 宮田幸季
イベント企画会社・ハニープランニング社長の息子で、イベントスタッフ。vol.4・vol.5にて再登場（ただしゲストキャラとして）。若手だが、社長の息子と言う事に驕らない、かなりのやり手である。自分の中で納得の行かない事や筋が通らない事が大嫌いで、スタッフ達の怠惰さに憤りを感じている。
咲坂 こばと（さきさか こばと）
声 - 甲斐田ゆき
雑草社月刊『ぱふ』に掲載された「ナデプロ座談会」で甲斐田が生み出したキャラクター。現代ではありえない語尾（例：「〜でありんす☆」等）を使うのが印象的。英検1級を持っている。プロフィールでは21歳となっているが、それは営業年齢であり、実年齢は35歳。vol.1とvol.2にも出演していたが、当時はまだ無名だった。大胆にも『まるマシリーズ』のドラマCDに出演。
いっしー
声 - 石田彰
こばとのマネージャー。小柄で童顔だが、実は36歳・独身。見た目の可愛さに反して影では結構腹黒く、口調も粗暴であり、素の態度を見せるのはこばとやゆみえを始めとしたライト声優事務所の人間の前でのみ。番外編にて登場。
ディレクター
声 - 高口公介
先輩
声優 - 勝杏里

## ドラマCD
ドラマCD『ナデプロ!!』は2005年より全5巻が順次発売された（アニメイト限定販売）。それぞれオリジナルストーリー2話と出演声優によるフリートークが収録されている。その後は番外編（『ナデプロ!!SPCD〜近況報告〜』）とキャラクターソング（全3巻）が発売されている。

### スタッフ
- ストーリー原案・キャラクターデザイン：氷堂涼二
- 脚本：高桑司（Vol.1・Vol.2） / 氷堂涼二（Vol.3・Vol.4・Vol.5・番外編） / 何森響（Vol.4・Vol.5）
- 音楽：後藤裕介
- スタジオ：神南スタジオ・KSS戸越
- 音響監督：井上和彦（Vol.1・Vol.2） / 岩浪美和（Vol.3 - ）
- 企画・製作：元氣プロジェクト

### 発売リスト
ドラマCD
- ナデプロ!! vol.1（発売日：2005年5月31日）
- ナデプロ!! vol.2（発売日：2005年11月30日）
- ナデプロ!! vol.3（発売日：2006年4月28日）
- ナデプロ!! vol.4（発売日：2006年8月31日）
- ナデプロ!! vol.5（発売日：2006年12月27日）
- ナデプロ!! SPCD〜近況報告〜（発売日：2007年6月22日）
- ナデプロ!! SPCD2〜続・近況報告〜（発売日：2008年2月27日）

キャラクターソングCD
- ナデプロ!! キャラソン!?シリーズ 〜樋口&八十科編〜（発売日：2007年8月24日）
- ナデプロ!! キャラソン!?シリーズ 〜南雲&甲斐&人見編〜（発売日：2007年10月24日）
- ナデプロ!! キャラソン!?シリーズ 〜Labyrinth編〜（発売日：2007年12月21日）

## 漫画
季刊漫画雑誌『ウンポコ』（新書館刊）にて連載していたが、同誌の休刊に伴い『月刊ウィングス』に移籍、2009年12月号より連載を再開。元氣プロジェクト監修の元、氷堂涼二が作画。
- 第1巻（発売日：2006年12月27日） ISBN 978-4403618567
- 第2巻（発売日：2008年2月27日） ISBN 978-4403618949
- 第3巻（発売日：2010年5月25日） ISBN 978-4403619687